# Fole de ferreiro
Fole de ferreiro ou fole de forja é uma ferramenta usada pelos ferreiros para atiçar o fogo na hora da forja de metais. É composto de uma sanfona de pele entre duas peças de madeira com cabo, que quando aproximadas expulsa o ar para fora da sanfona.